# Битка код Кунерсдорфа
Битка код Кунерсдорфа (енгл. Battle of Kunersdorf) била је део седмогодишњег рата (1756-1763). Код Кунерсдорфа у пруској покрајини Бранденбург(данас Куновице, Пољска) су удружени Руси и Аустријанци под руским фелдмаршалом Петром Салтиковим 12. августа 1759. победили пруског краља Фридриха II Великог.

## Позадина
Савезници су се састали код Франкфурта на Одри 3. августа 1759. Руси су имали око  36.000 пешака, 15.000 коњаника (од тога 10.000 козака) и 200 топова, а Аустријанци 14.000 пешака, 5.000 коњаника и 48 топова. Фридрих је имао 36.000 пешака, 13.000 коњаника и 280 топова.

## Битка
Салтиков је окренуо фронт према истоку с Одром иза леђа, што је значило тући битку с обрнутим фронтовима, а самим тим ризиковати да се евентуални пораз претвори у катастрофу. Фридрих је решио да нападне само савезничко лево крило на Милбергу, и то главнином фронтално, а мањим делом (14 батаљона и 40 ескадрона) леви бок. Сву артиљерију поставио је у полукруг на 700-1.400 м око Милберга. Сам Милберг лако је заузет, али се даље од Кугрунда, дубоког усека између Милберга и Великог Шпицберга није могло. Сада се сви напори Пруса сасређују на леви бок савезничког положаја, чија је ширина износила свега око 600 м. Ту је доведена постепено сва пруска пешадија и већи део коњице, мада је за коњицу земљиште било неповољно. Фридрих је упорно бацао свје трупе у напад, док нису потпуно исцрпене. Када је руско-аустријска коњица кренула у противнапад, дошло је јужно од Кунерсдорфа до коњичког боја који се завршио поразом Пруса. Дотле је и сва пруска пешадија била у повлачењу, у потпуном расулу.

## Последице
Пруси су изгубили 569 официра и 18.400 војника и готово сву артиљерију, Руси - 566 официра и 13.386 војника, а Аустријанци 116 официра и 2.215 војника.